# Entrains-sur-Nohain
Entrains-sur-Nohain ist eine französische Gemeinde mit 738 Einwohnern (Stand 1. Januar 2022) im Département Nièvre in der Region Bourgogne-Franche-Comté. Sie gehört zum Arrondissement Clamecy und zum Kanton Clamecy.

## Geographie
Die Gemeinde liegt rund 45 Kilometer südwestlich von Auxerre an der Grenze zum Département Yonne. Nachbargemeinden sind Sainpuits im Norden, Étais-la-Sauvin im Nordosten, Billy-sur-Oisy und Corvol-l’Orgueilleux im Osten, La Chapelle-Saint-André im Südosten, Menestreau im Süden, Ciez im Südwesten und Bouhy im Nordwesten.
Der Ort liegt am Oberlauf des Flusses Nohain, der im Gemeindegebiet seine Quelle hat.

## Bevölkerungsentwicklung
| Jahr                       | 1962 | 1968 | 1975 | 1982 | 1990 | 1999 | 2007 | 2019 |
| Einwohner                  | 1565 | 1470 | 1261 | 1184 | 1052 | 975  | 900  | 748  |
| Quellen: Cassini und INSEE |      |      |      |      |      |      |      |      |

## Sehenswürdigkeiten

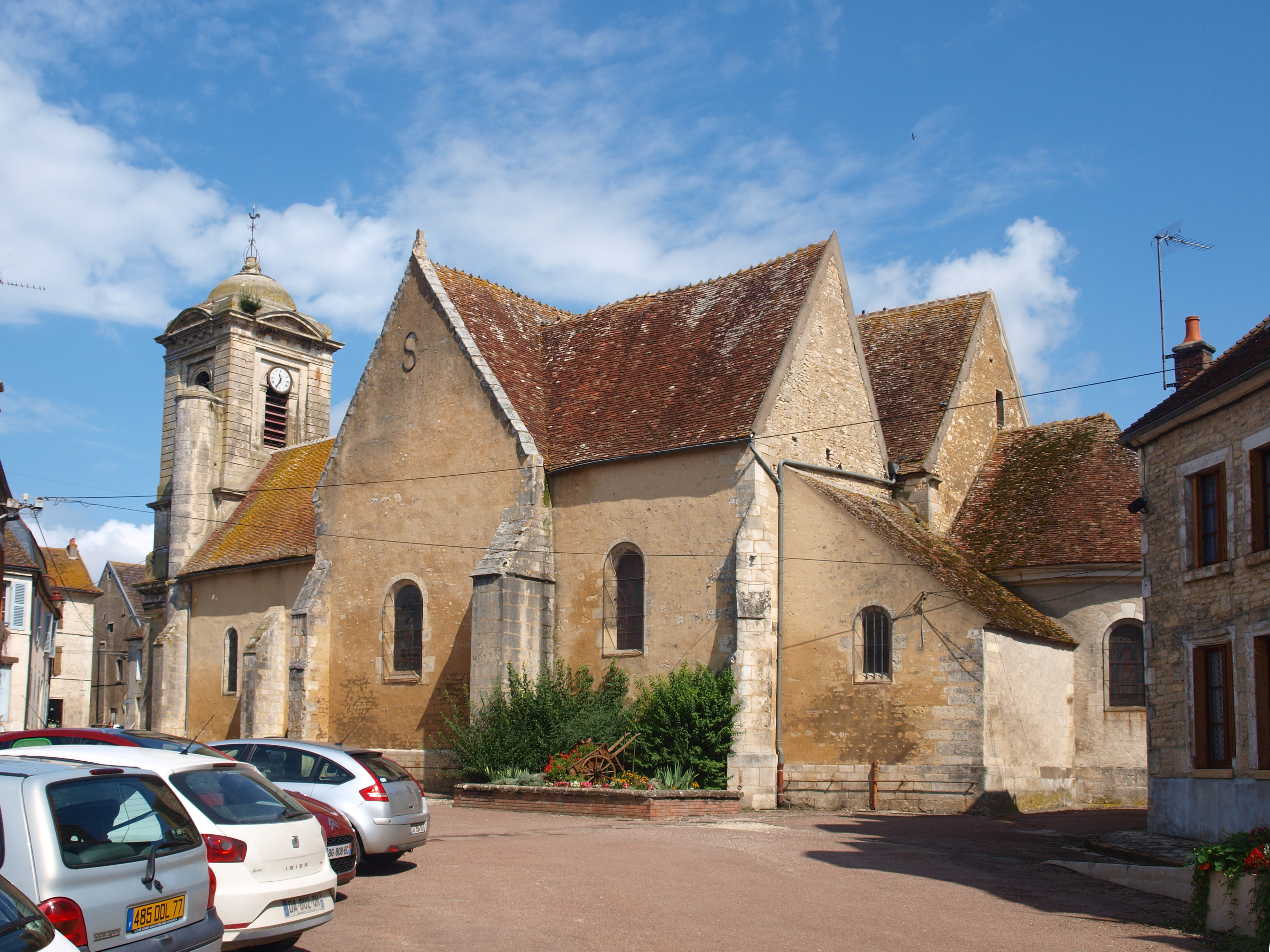
Kirche Saint-Sulopice
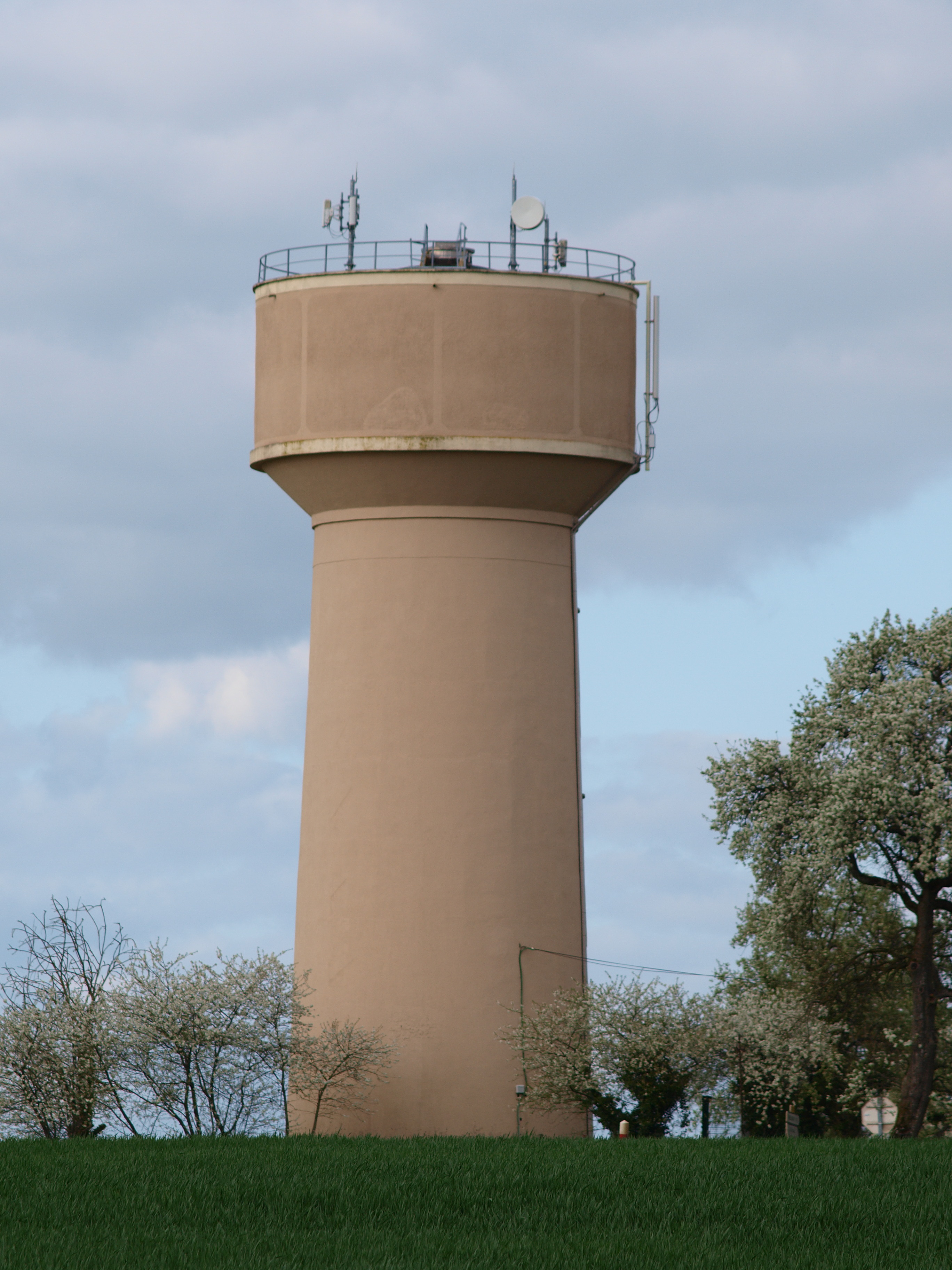
Wasserturm

## Gemeindepartnerschaft
- Monzingen in der Weinbauregion Nahe, Deutschland